# うえずみのる
うえず みのる（1946年9月16日 - ）は、日本の俳優。神奈川県横浜市出身。本名：植頭 実（読みは同じ）。旧芸名・別名はうえず・みのる。横浜高等学校卒。趣味はイラスト、特技は落語。

## 来歴・人物
旧所属事務所は日活株式会社、東宝株式会社、アート未来派、エヌ・エー・シー。
現在、神奈川県横浜市南区南太田のドンドン商店街にて、居酒屋「あっぱれや」のマスターを務めており、カウンター内で活躍中。
静岡県で放送されている『丸六かまぼこ』のCMに20年以上にわたり出演しており、「かまぼこおじさん」の愛称で親しまれている。

## テレビドラマ出演
- 青春とはなんだ 第34話「太陽と青春」（1966年、NTV / 東宝）
- 山のかなたに（1966年、NTV / 日活）
- 何処へ（1966年、NTV / 松竹）
- ただいま見習い中 第15話「落語ものがたり」（1966年、CX / 国際放映）
- 泣いてたまるか 第43話「先生ニッポンへ帰る」（1967年、TBS / 国際放映）
- コメットさん （TBS / 国際放映）
  - 第10話「パラソル空を飛ぶ」（1967年）- 真吉
  - 第46話「なまけものだぁれ」（1968年）
- 続・風と樹と空と 第5話「明るい風」（1968年、NTV / 松竹）
- フジ三太郎 第8話「俺はついてるぜ」（1968年、TBS / 国際放映）
- 進め!青春 第4話「勝て!勝て!勝て!」（1968年、NTV / 東宝）
- どじょっこさん 第8話（1969年、ABC / 松竹）
- 孤独のメス 第2話「兄弟仁義」（1969年、TBS / 国際放映）
- oh! それ見よ（1969年、TBS / 国際放映）- 大川一平
- 東京コンバット 第32話「血塗られたゲーム」（1969年、CX / 東宝）
- 女殺し屋 花笠お竜 第7話「合言葉は忠治好みの女」（1969年、12ch / 国際放映）
- あの娘がいいな（1970年、12ch / 日活） - 健ちゃん
- つみきのお城（1970年、CX）
- 旗本退屈男（1970年 - 1971年、CX / 東宝） - 長次
- 帰ってきたウルトラマン 第22話「この怪獣は俺が殺る」（1971年、TBS / 円谷プロ）- 夢の島ゴミ処理場職員
- 半七捕物帳 （1972年、NET / 東映）
  - 第14話
  - 第26話
- 一心太助　第21話「東海道だよ 四人旅」（1972年、CX / 国際放映） ‐ 源太
- なんたって18歳! 第38話「泣きぬれた名人」（1972年、TBS / 大映テレビ）
- だから大好き!　第11話「私もあなたも逃亡者?」（1972年、NTV / ユニオン映画）- 雑誌記者
- 木枯し紋次郎第2シーズン 第3話「水車は夕映えに軋んだ」（1972年、CX / C.A.L)
- ゲンコツの海（1973年、KNB / 国際放映）
- どっこい大作（1973年 - 1974年、NET / 東映） - 大塚よし
- 旅人異三郎 第11話「渡世の掟が情を斬った」（1973年、12ch / 三船プロ）
- 雑居時代 第15話「今年はライオンどし?」（1974年、NTV / ユニオン映画） - 重松敬一
- アドベンチャーコメディ 夏の家族 第10話「突撃 ホーム・ジャック!」（1974年、CX / 国際放映）
- 夜明けの刑事（1975年、TBS / 大映テレビ）
  - 第17話「さあ!女の復讐が始まるわ」
  - 第37話「魔がさした若い二人」
- 俺たちの旅 第27話「うちの嫁さんチョコちゃんなのです」（1976年、NTV / 東宝） - 藤村かずお
- 俺たちの朝 第36話「男2人と寝台車とカアコ頑張る」（1976年、NTV / 東宝） - ジーンズショップの客
- 江戸を斬るIII （1977年、TBS / C.A.L） - ひょう六
- 気まぐれ本格派 第8話「男と男の約束は?」（1977年、NTV / ユニオン映画） - ケンジ
- 八丁堀暴れ軍団（1979年、12ch / C.A.L）
- 俺たちは天使だ! 第13話「運が悪けりゃ死刑台」（1979年、NTV / 東宝）
- 熱中時代 刑事編 第18話「誘拐された娘たち」（1979、NTV / ユニオン映画） - 別府
- 新・座頭市第3シリーズ 第10話「市の茶碗」（1979年、CX / 勝プロダクション）
- 日本名作怪談劇場 第10話「怪談 死神」（1979年、12ch）- 信濃屋番頭（※植頭実名義）
- 西遊記II 第16話「イカレた亭主の弟子入り志願」（1980年、NTV / 国際放映）- 左黜児
- 吉宗評判記 暴れん坊将軍 第150話「花も恥じらう白浪渡世」（1981年、ANB / 東映） - 九八
- ロボット8ちゃん 第6話「ジャンケンポンだよロボット警官」（1981年、CX / 東映）
- 新五捕物帳 第159話「江戸の渦巻」（1981年、NTV / ユニオン映画）
- 杉良太郎時代劇スペシャル「春姿ふたり鼠小僧」（1982年、NTV / ユニオン映画）
- 特捜最前線 第251話「午後10時13分の完全犯罪!」（1982年、ANB / 東映）
- 陽あたり良好! 第2話「心やさしき春一番」（1982年、NTV）
- 水戸黄門 第13部 第12話「伊勢参り 娘初春七変化 -伊勢-」 （1983年、TBS / C.A.L） - 豆吉
- 太陽にほえろ! 第546話「マミー刑事登場!」（1983年、NTV / 東宝） - 黒沢将司
- 暴れん坊将軍II 第15話「盗っ人新さん、御金蔵破り!」（1983年、ANB / 東映）
- 土曜ワイド劇場「抱かれた男の謎」（1983年、ANB）
- メタルヒーローシリーズ（ANB / 東映）
  - 宇宙刑事シャリバン 第33話「瞬間旅行!幻夢城は怪奇の花ざかり」（1983年） - 杉山兄妹の父
  - 巨獣特捜ジャスピオン 第14話「日本列島を断て!浜名湖アタック作戦」（1985年） - リステル浜名湖支配人
- 星雲仮面マシンマン　第22話「ピエロの秘密指令」（1984年、NTV / 東映） - ピエロ
- 新・大江戸捜査網 第19話「夜霧の津軽三味線」（1984年、TX / ヴァンフィル） - 弥七
- 私鉄沿線97分署 第19話「パフォーマンスだ!手を上げろ!!」（1985年、ANB / 国際放映）
- スーパーポリス 第14話「黙れ!芸能レポーター殺人事件」（1985年、TBS / 近藤照男プロダクション）
- 誇りの報酬 （NTV / 東宝）
  - 第11話「子供が誘拐された」（1985年）
  - 第46話「恋のかけら」（1986年） - 渋谷の銃密売人
- ザ・ハングマンV 第16話「逆転夫婦の主夫がキャリア妻の仇を討つ!」（1986年、ABC / 松竹） - 坂本雄一
- どうぶつ通り夢ランド 第1話「像が逃げてSOS!」（1986年、ANB / 東映）
- 西田敏行の泣いてたまるか 第6話「こちら突撃リポーター」（1986年、TBS / 国際放映、東阪企画）
- 痛快!婦警候補生やるっきゃないモン! 第19話「まんが道に寄り道!?」（1987年、ANB / 東宝）
- 花の図鑑（1988年、ANB）
- 火曜サスペンス劇場「ラーメン横丁 女たちの危険な午後」（1988年、NTV）
- （秘）桜荘のあぶない女たち（1988年、ABC / 松竹芸能）
- （秘）桜荘のあぶない女たちII 東京下町レディース旅館（1989年、ABC / 松竹芸能）
- 父の贈り物(1989年3月16日、NTV)
- ビートたけしの痛快時代劇 「なめくじ長屋捕物さわぎ」（1990年、TBS / 国際放映）
- 土曜ワイド劇場「遠眼鏡の女」（1990年、ANB / 東宝）
- 男と女のミステリー「別れを告げに来た男」（1990年、CX / 東宝）
- 暴れん坊将軍III 第125話「紅い国から来た殺人者!」（1990年、ANB / 東映）

## 映画出演
- 学園広場（1963年、日活） - 古山
- エデンの海（1963年、日活） - 堀内
- 青春前期 青い果実（1965年、日活） - 武田
- 血と海（1965年、日活） - 守
- 友を送る歌（1966年、日活）
- 私、違っているかしら（1966年、日活） - サブ
- 哀愁の夜（1966年、日活） - 赤いチンピラ
- 解散式（1967年、東映） - アパッチ
- 大日本スリ集団（1969年、東宝） - 佐助
- ルパン三世 念力珍作戦（1974年、東宝） - 田舎鳥吾作
- 真夜中の河（1988年） - ディレクター
- 座頭市（1989　配給・松竹）

## バラエティー出演
- 元祖どっきりカメラ（1974年、日本テレビ） -熊がでた-猟師の仕掛け人役
- マチャアキ!するぞー（1975年 - 1976年、フジテレビ）
- 11PM（日本テレビ・水曜イレブン） 『全国温泉場カラオケ選手権』群馬県・川原湯温泉レポーター
- 土曜スペシャル『巨大食材を喰う！第三弾』（テレビ東京）「福井県・三国町の巨大タコ」メインリポーター
- ピエール瀧のしょんないTV(2016年3月31日静岡朝日テレビ)

## 舞台出演
- 劇団中年ジャンプ - 森下哲夫らと立ち上げ、シアター田を皮切りに渋谷ジァン・ジァン等で活動。

## CM出演
- 丸六食品 丸六かまぼこ - 1980年代から現在も出演中。